# 드라이 클리닝 (밴드)
드라이 클리닝(영어: Dry Cleaning)은 2018년 사우스런던에서 결성한 잉글랜드의 포스트펑크 밴드이다. 보컬리스트인 프롤런스 쇼, 기타리스트 톰 도스, 베이시스트 루이스 메이너드와 드러머 닉 버스턴으로 구성되어 있다. 노래를 부르는 것보다 스포큰 워드 식의 노래를 부르는 것으로 알려져 있으며, 밴드만의 파격적인 가사로도 유명하다. 와이어, 매거진, 조이 디비전 등의 밴드에 비유되고 있다.

## 역사
밴드는 2019년 싱글 ‘Magic of Meghan’을 발매하며 데뷔하였다. 쇼는 메건 마클과 해리 왕자가 약혼을 선언한 날에 헤어지고 전 연인의 아파트에서 이사한 후에 이 노래를 만들었다. 이듬해에는 8월과 10월에 각각 “Sweet Princess”와 “Boundary Road Snacks and Drinks”라는 이름의 EP 두 장을 발매하였다. 이후 2020년 NME 100에 선정되었으며, DIY 맥의 2020에도 포함되었다.
2020년 말, 드라이 클리닝은 4AD와 계약하고, 새 싱글 ‘Scratchcard Laynard’를 발표하였다. 2021년 2월에는 첫 정규 음반인 “New Long Leg”에 대한 정보를 공개하였고, 그와 동시에 ‘Strong Feelings’를 발매하였다. 4월 2일 존 패리시가 프로듀싱한 음반이 발매되었다.

## 디스코그래피
정규 음반
- New Long Leg (2021)[9]

EP
- Sweet Princess (2019)[10]
- Boundary Road Snacks and Drinks (2019)[11]

싱글
- "Magic of Meghan" (2019)[12]
- "Goodnight" (2019)[13]
- "Sit Down Meal" (2019)[14]
- "Viking Hair" (2019)[15]
- "Scratchcard Lanyard" (2020)[16]
- "Strong Feelings" (2021)[17]